# 河本庭
河本庭（1863年8月5日—1976年11月16日），是日本滋賀縣的超級人瑞，從1975年5月31日到逝世，是日本和世界在世最年長者，也是第一位活到113歲的日本超級人瑞。

## 歷史
她嫁給了滋賀縣高島郡 (滋賀縣)的川本家郎。她20多歲就結婚了。生了8個孩子，一生中有80多個後代。她的孫子是前 自由民主黨參議員河本義久。他在100歲時，得到了川本角三的養老院，並在那裡生活直至生命結束。
1975年5月31日，梅田美萩去世，她成為日本和世界最年長者，這段時間，她每天5點起床，誦讀佛經，每天必喝四瓶牛奶。1976年11月16日逝世，享年113歲103天。她也是最後一位出生於江戶時代的日本人。